# DirectX
DirectX – zestaw funkcji API wspomagających generowanie grafiki (dwuwymiarowej i trójwymiarowej), dźwięku oraz innych zadań związanych zwykle z grami komputerowymi i innymi aplikacjami multimedialnymi. DirectX jest produktem firmy Microsoft dostępny tylko na platformę Windows oraz konsolę Xbox.
Najczęściej DirectX wykorzystywany jest do generowania grafiki w grach komputerowych. Używany jest również do pisania programów służących specyficznym zadaniom z wykorzystaniem najczęściej grafiki trójwymiarowej – np. symulacji komputerowych.
Najnowsza wersja pakietu, oznaczona jako DirectX 12, została zaprezentowana podczas Game Developers Conference 20 marca 2014 roku w San Francisco, później udostępniona wraz z premierą systemu operacyjnego Windows 10. Poprzednia wersja DirectX – o numerze 11 – zadebiutowała wraz z systemem operacyjnym Windows 7. Jeszcze starsza wersja to DirectX 10.1 obsługiwany jednak tylko przez Windows Vista i tańsze karty graficzne z chipsetem AMD, a od serii GT200 także przez NVIDIA.

## Komponenty DirectX
DirectX składa się z szeregu komponentów odpowiedzialnych za realizację różnych funkcji aplikacji.
- DirectX Graphics – nieformalny komponent grupujący mniejsze, odpowiedzialne za różne aspekty wyświetlania grafiki:
  - DirectDraw – pierwotny komponent służący do obsługi grafiki rastrowej (bitmapową),
  - Direct2D – aktualny komponent odpowiedzialny za obsługę grafiki rastrowej,
  - Direct3D – realizuje operacje związane z wyświetlaniem grafiki 3D,
  - DXGI(inne języki) (DirectX Graphics Infrastructure) – komponent infrastrukturalny DirectX 10 i nowszego, odpowiedzialny za logiczną reprezentację procesorów graficznych, monitorów, oraz zarządzanie buforowaniem obrazu,
  - DirectWrite – wspomaga renderowanie tekstu,
- DirectInput – przetwarza dane pochodzące z klawiatury, myszy, dżojstika lub innych kontrolerów,
- DirectPlay – wykorzystywany w grach sieciowych,
- DirectSound – służy do odtwarzania i nagrywania dźwięku,
- DirectMusic – odtwarza muzykę stworzoną przy użyciu programu DirectMusic Producer,
- DirectShow – służy do odtwarzania plików audio i wideo,
- DirectSetup – obsługuje instalację poszczególnych komponentów DirectX,
- DirectX Media Objects – spełnia podobne zadania, jak DirectShow,
- DirectCompute – umożliwia wykorzystanie DirectX do obsługi techniki GPGPU.

## DirectX Developer Center
DirectX Developer Center jest to wydzielona część microsoftowego portalu dla programistów MSDN, przeznaczona dla twórców aplikacji wykorzystujących technologię DirectX. Oprócz materiałów szkoleniowych, dokumentacji i wskazówek znajdują się tutaj także programy i biblioteki wspomagające tworzenie aplikacji DirectX.

## DirectX SDK
Istnieje także pakiet DirectX SDK (Software Development Kit), który wspiera rozwój grafiki komputerowej, umożliwiając programistom używającym języków takich jak C#, C++ oraz Visual Basic na oprogramowywanie rozmaitych aplikacji multimedialnych. W ramach SDK znajduje się dokumentacja, przykładowe kody źródłowe oraz rozmaite biblioteki DirectX, dzięki którym można tworzyć zaawansowaną grafikę komputerową.
Obecnie DirectX SDK zostało zintegrowane z Windows SDK. Dotyczy to najnowszej wersji dla Windows 10.

## DirectX a OpenGL
Według firmy Valve, OpenGL działa szybciej niż DirectX, nawet w przypadku systemu operacyjnego, na który DirectX został pierwotnie zaprojektowany.